# Blaesoxipha binodosa
Blaesoxipha binodosa är en tvåvingeart som först beskrevs av Charles Howard Curran 1934.  Blaesoxipha binodosa ingår i släktet Blaesoxipha och familjen köttflugor. Inga underarter finns listade i Catalogue of Life.